# Raatosaari (ö i Norra Karelen, Joensuu, lat 63,32, long 29,26)
Raatosaari är en ö i Finland. Den ligger i sjön Pielisjärvi och i sjön Pielisjärvi och i kommunen Juga i den ekonomiska regionen  Joensuu ekonomiska region  och landskapet Norra Karelen, i den centrala delen av landet, 400 km nordost om huvudstaden Helsingfors. Öns area är 1,6 hektar och dess största längd är 0,6 kilometer i sydöst-nordvästlig riktning.